# Monensin
Monensin ist eine antibiotisch wirksame Substanz aus der Gruppe der Polyether-Antibiotika und wurde aus dem Bakterium Streptomyces cinnamonensis isoliert.

## Zusammensetzung
Das Stoffgemisch besteht größtenteils aus Monensin A, daneben kommen als Begleitsubstanzen Monensin B und C vor.
Die Struktur von Monensin A wurde erstmals 1967 von Agtarap et al. beschrieben und stellt die erste Strukturaufklärung eines Polyether-Antibiotikum dar. Die erste Totalsynthese gelang Kishi et al. 1979. 1980 veröffentlichte W. Clark Still mit Kollegen eine weitere Totalsynthese.
| Komponente | Summenformel | Molare Masse   |
| ---------- | ------------ | -------------- |
| Monensin A | C36H62O11    | 670,87 g·mol−1 |
| Monensin B | C35H60O11    | 656,84 g·mol−1 |
| Monensin C | C37H64O11    | 684,90 g·mol−1 |

## Wirkmechanismus

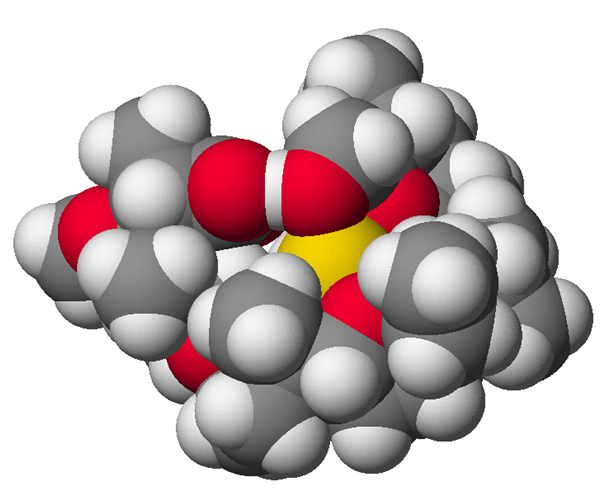
Die Struktur des Natriumkomplexes von Monensin A.

Monensin A ist ein mit den Kronenethern verwandtes Ionophor mit einer Neigung zur Komplexbildung mit einfach geladenen Kationen, wie Li+, Na+, K+, Rb+, Ag+ und Tl+. Es verfügt über die Fähigkeit, diese Kationen elektroneutral durch die Lipidmembran der Zelle zu transportieren und fungiert als wichtiger Na+/H+-Antiporter. Neuen Forschungsergebnissen zufolge wäre es möglich, dass Monensin Natriumionen nicht nur elektroneutral, sondern auch elektrogen transportiert. Dieser Ansatz würde nicht nur die ionophoren und damit einhergehenden antibakteriellen Eigenschaften der Grundsubstanz erklären, sondern auch die der Derivate, die keine Carboxygruppen besitzen.
Monensin A und seine Derivate blockieren den intra- und interzellulären Proteintransport und zeigen dadurch antibiotische, antimalarische und weitere biologische Aktivitäten.

## Verwendung
Monensin wird in der industriellen Tierproduktion von Geflügel als Futtermittelzusatzstoff zur Behandlung der Kokzidiose und Histomoniasis verwendet. Die Verwendung in der Rindermast ist in der EU seit 2006 verboten. Im Januar 2013 wurde Monensin unter dem Namen Kexxtone zur Vorbeugung gegen die Stoffwechselstörung Ketose bei Milchkühen in der peripartalen Phase zugelassen.
Weiterhin wird Monensin, wie auch seine Derivate Monensinmethylester und besonders Monensindecylester, in der Elektrochemie als ionenselektive Elektrode verwendet.

## Toxikologie
Monensin zeigt ionophore Aktivität in Säugetierzellen und ist daher giftig. Dies ist besonders für Pferde gefährlich, bei denen die letale Dosis fünfundzwanzigfach niedriger liegt als bei Wiederkäuern. Vergiftungen von Pferden durch versehentlich Verfütterung von für Kühe vorgesehenem mit Monensin versetztem Kraftfutter haben in der Vergangenheit schon mehrfach zu Todesfällen geführt. Die Verunreinigung des Futters geschah in den meisten bekannten Fällen bei gleichzeitiger Zubereitung von Futterchargen für Rinder und Pferde im gleichen Futtermittelbetrieb. Diese ist daher nach Möglichkeit zu vermeiden. Der Tod wird durch eine Nekrose des Herzmuskels und einem daraus resultierenden Herzstillstand verursacht. Weitere Symptome umfassen Kreislaufsstörung mit auffälligem Puls, Tachykardie und Herzrhythmusstörungen. Pferde, die die Vergiftung überleben, zeigen nach zwei Monaten keine Auffälligkeiten mehr.